# Copa de Alemania de 1935
La Tschammerpokal  es el campeonato que daría origen a la actual Copa de Alemania y su primera edición se realizó en 1935. Su nombre fue escogido en honor del Reichssportführer Hans von Tschammer und Osten, entonces el funcionario deportivo de más alto rango en el Tercer Reich.
El torneo comenzó el 6 de enero y terminó el 8 de diciembre de 1935. Cerca de 4.100 equipos compitieron en el torneo que se dividió en cuatro etapas. 63 equipos compitieron en la fase final de seis rondas. En la final FC Nuremberg derrotó al  Schalke 04 2–0.

## 1.ª ronda
| 18 de agosto de 1935          |       |                         |       |
| Eintracht Bad Kreuznach       | 0 – 1 | SV Waldhof Mannheim     |       |
| Sportvereinigung Masovia Lyck | 7 – 3 | Tilsiter SC             |       |
| Stettiner SC                  | 0 – 1 | SC Minerva Berlin       |       |
| Vorwärts-Rasensport Gleiwitz  | 9 – 1 | Breslauer FV 06         |       |
| SC Vorwärts Breslau           | 3 – 1 | BC Hartha               |       |
| Dresdner Sportfreunde         | 6 – 1 | SV Klettendorf          |       |
| SpVgg Göttingen               | 1 – 5 | FC Schalke 04           |       |
| Union Recklinghausen          | 0 – 5 | VfL Benrath             |       |
| Sportring Gevelsberg          | 2 – 5 | VfR Köln                |       |
| SV Hamborn 07                 | 1 – 2 | SpVgg Herten            |       |
| Fortuna Düsseldorf            | 5 – 0 | Kölner SC 1899          |       |
| Kölner CfR                    | 3 – 4 | Hannover 96             | (AET) |
| FC Hanau 93                   | 5 – 1 | SC Eintracht Windecken  |       |
| Spielverein Kassel 06         | 2 – 1 | Phönix Ludwigshafen     |       |
| BC Elsterberg                 | 4 – 4 | 1. SV Jena              | (AET) |
| VfB Leipzig                   | 1 – 2 | 1. FC Nuremberg         |       |
| VfL Bitterfeld                | 1 – 2 | Hertha BSC              | (AET) |
| SV Merseburg                  | 2 – 4 | PSV Chemnitz            |       |
| Kieler SV Holstein            | 7 – 1 | SpVgg Nordring Stettin  |       |
| SC Victoria Hamburg           | 1 – 2 | Berolina-LSC Berlin     |       |
| Eimsbütteler TV               | 7 – 0 | Hamburg-Eimsbütteler BC |       |
| Eintracht Braunschweig        | 6 – 3 | Reichsbahn SV Berlin    |       |
| SV Werder Bremen              | 4 – 5 | Hamburger SV            |       |
| Fuldaer SV Germania           | 1 – 5 | SpVgg Fürth             |       |
| VfR Wormatia Worms            | 3 – 0 | FC Egelsbach            |       |
| VfR Mannheim                  | 5 – 3 | FV Homburg              |       |
| FV Bretten                    | 1 – 3 | Freiburger FC           |       |
| Karlsruher FV                 | 0 – 1 | SV Feuerbach            |       |
| VfB Stuttgart                 | 3 – 4 | BC Augsburg             | (AET) |
| 1. FC Schweinfurt 05          | 4 – 0 | SV Steinach             |       |
| Ulmer FV 1894                 | 5 – 4 | FC Bayern Munich        | (AET) |
| VfB Königsberg                |       | bye                     |       |

### Replay
| 8 de septiembre de 1935 |       |               |
| 1. SV Jena              | 4 – 2 | BC Elsterberg |

## 2.ª ronda
| 22 de septiembre de 1935 |       |                               |
| VfB Königsberg           | 0 – 1 | Sportvereinigung Masovia Lyck |
| Berolina-LSC Berlin      | 3 – 2 | Vorwärts-Rasensport Gleiwitz  |
| SC Vorwärts Breslau      | 2 – 4 | SC Minerva Berlin             |
| Dresdner Sportfreunde    | 1 – 0 | Hertha BSC                    |
| PSV Chemnitz             | 4 – 2 | 1. FC Schweinfurt 05          |
| Hamburger SV             | 1 – 4 | Fortuna Düsseldorf            |
| Eintracht Braunschweig   | 7 – 0 | 1. SV Jena                    |
| Hannover 96              | 4 – 3 | Kieler SV Holstein            |
| FC Schalke 04            | 8 – 0 | Spielverein Kassel 06         |
| SpVgg Herten             | 1 – 4 | FC Hanau 93                   |
| VfL Benrath              | 5 – 3 | Eimsbütteler TV               |
| VfR Köln                 | 0 – 2 | SpVgg Fürth                   |
| SV Waldhof Mannheim      | 5 – 1 | VfR Wormatia Worms            |
| Freiburger FC            | 3 – 0 | SV Feuerbacgh                 |
| BC Augsburg              | 2 – 3 | VfR Mannheim                  |
| 1. FC Nuremberg          | 8 – 0 | Ulmer FV 1894                 |

## 3.ª ronda
| 27 de octubre de 1935 |       |                               |
| SC Minerva Berlin     | 4 – 2 | Eintracht Braunschweig        |
| Dresdner Sportfreunde | 2 – 1 | Sportvereinigung Masovia Lyck |
| PSV Chemnitz          | 1 – 3 | 1. FC Nuremberg               |
| Hannover 96           | 2 – 6 | FC Schalke 04                 |
| Fortuna Düsseldorf    | 0 – 3 | SV Waldhof Mannheim           |
| FC Hanau 93           | 5 – 1 | Berolina-LSC Berlin           |
| SpVgg Fürth           | 2 – 3 | Freiburger FC                 |
| VfR Mannheim          | 2 – 3 | VfL Benrath                   |

## Cuartos de final
| 10 de noviembre de 1935 |       |                       |
| VfL Benrath             | 1 – 4 | FC Schalke 04         |
| SV Waldhof Mannheim     | 1 – 0 | Dresdner Sportfreunde |
| Freiburger FC           | 2 – 1 | FC Hanau 93           |
| 1. FC Nuremberg         | 4 – 1 | SC Minerva Berlin     |

## Semifinales
| 24-11-1935 | FC Schalke 04                                                      | 6 – 2 | Freiburger FC                  | Stadion Rote Erde, Dortmund                        |                                                    |
|            | Szepan 20' (pen.), 80' · Kuzorra 35' 43' 85' (pen.) · Poertgen 65' |       | Peters 8' (pen.) · Koßmann 84' | Asistencia: 32,000 espectadores Árbitro(s): Broden | Asistencia: 32,000 espectadores Árbitro(s): Broden |

| 24-11-1935 | SV Waldhof Mannheim | 0 – 1 | 1. FC Nürnberg | Städtisches Stadion, Nuremberg                        |                                                       |
|            |                     |       | Spieß 52'      | Asistencia: 15,000 espectadores Árbitro(s): Dörbecker | Asistencia: 15,000 espectadores Árbitro(s): Dörbecker |

## Final
| 8 de diciembre de 1935 | 1. FC Nuremberg            | 2 – 0 | FC Schalke 04 | Rheinstadion, Düsseldorf                           |                                                    |
|                        | Eiberger 46' · Friedel 84' |       |               | Asistencia: 60,000 espectadores Árbitro(s): Birlem | Asistencia: 60,000 espectadores Árbitro(s): Birlem |

| 1. FC NÜRNBERG VFL: |   |                 |
|                     |   |                 |
| GK                  | 1 | Georg Köhl      |
| DF                  |   | Willi Billmann  |
| DF                  |   | Andreas Munkert |
| MF                  |   | Hans Übelein    |
| MF                  |   | Heinz Carolin   |
| MF                  |   | Richard Oehm    |
| FW                  |   | Karl Gußner     |
| FW                  |   | Max Eiberger    |
| FW                  |   | Georg Friedel   |
| FW                  |   | Josef Schmitt   |
| FW                  |   | Willi Spieß     |
| Entrenador:         |   |                 |
| Richard Michalke    |   |                 |

| FC GELSENKIRCHEN-SCHALKE 04: |   |                    |
|                              |   |                    |
| GK                           | 1 | Hermann Mellage    |
| DF                           |   | Hans Bornemann     |
| DF                           |   | Otto Schweisfurth  |
| MF                           |   | Otto Tibulski      |
| MF                           |   | Hermann Nattkämper |
| MF                           |   | Rudolf Gellesch    |
| FW                           |   | Ernst Kalwitzki    |
| FW                           |   | Fritz Szepan       |
| FW                           |   | Ernst Poertgen     |
| FW                           |   | Ernst Kuzorra      |
| FW                           |   | Adolf Urban        |
| Entrenador:                  |   |                    |
| Hans Schmidt                 |   |                    |